# بازگشت دزد جواهرات
بازگشت دزد جواهرات (به انگلیسی: Return of Jewel Thief) فیلمی محصول سال ۱۹۹۶ و به کارگردانی آشوک تیاگی است. در این فیلم بازیگرانی همچون دو آناند، درمندرا، آشوک کومار، جکی شروف، شلیپا شیرودکار، آنو آگروال، مادهو، پریم چوپرا ایفای نقش کرده‌اند.